# Buster's Bedroom
Buster's Bedroom és una pel·lícula de comèdia independent alemanya del 1990 dirigida per Rebecca Horn. La pel·lícula segueix una dona jove amb un enamorament per Buster Keaton. La pel·lícula es va projectar al Marché du Film del Festival de Cinema de Canes el maig de 1990. Més tard aquell any es va mostrar al Museum of Contemporary Art, Los Angeles juntament amb l'exposició de Horn. Els objectes de l'exposició estaven connectats a la pel·lícula, com a temes, referències de personatges i accessoris. La pel·lícula es va estrenar a Alemanya el 9 de maig de 1991. La pel·lícula és protagonitzada Amanda Ooms, Donald Sutherland i Geraldine Chaplin.

## Trama
Una jove d'ulls somiadors, Micha (Ooms), està decidida a submergir-se en la vida i l'obra de la seva icona, l'actor còmic Buster Keaton. La Micha aviat es troba a Santa Bàrbara a Nirvana House, una vila gran, majoritàriament abandonada. Els residents són un grup estrany de personatges que semblen habitar vides fora del temps real. Nirvana House és també el lloc on el mateix Keaton freqüentava pels seus problemes d'alcohol i fins i tot va ser detingut amb una camisa de força a la vil·la. La Micha comparteix aquesta història en comú amb el seu ídol quan també la posen en una camisa de força però aconsegueix escapar.
A Nirvana House, Micha coneix el Dr. O'Connor (Sutherland), que dirigeix l'operació i té una inclinació per les serps verinoses. També coneix una exactriu alcohòlica escocesa amargada, Diana (Chaplin). Diana utilitza una cadira de rodes com a conseqüència d'una malaltia psicosomàtica. També a Nirvana House hi ha Warlock (Warrilow), un apicultor asexual fascinat per la pol·linització. Altres residents de la instal·lació inclouen un pianista boig i un jardiner de mitjana edat obsessionat pels mariners.
Un altre resident és l'antiga prima donna, Serafina (Cortese), que guarda papallones a la seva nevera, que freqüenta una zona del sanatori coneguda com el Pavelló de l'Amor per reproduir escenes dramàtiques de benvinguda al legionari, Joe (Wuttke) de la guerra. La parella dorm junts només perquè Serafina rebutgi en Joe al matí, dubtant de la seva valentia al costat dels que van morir a la guerra i tirant-li un gatet fals al cap. Tanmateix, les coses es tornen perilloses quan la realitat supera la fantasia de Nirvana House. Això és especialment cert quan Diana desenvolupa sentiments molt gelosos per la relació de Micha amb el doctor O'Connor.

## Repartiment
- Amanda Ooms com a Micha
- Donald Sutherland com el Dr. O'Connor
- Geraldine Chaplin com a Diana Daniels
- Valentina Cortese com a Serafina Tannenbaum
- David Warrilow com el Sr. Brujo
- Taylor Mead com a James
- Ari Snyder com a Lenny Silver
- Martin Wuttke com a Joe
- Mary Woronov com a Jane
- Nina Franoszek com a Sue
- Buster Keaton (Imatge d'arxiu)

## Recepció
Michael Brenson de The New York Times va descriure la pel·lícula com "en gran part convincent" i que "En estat d'ànim i estil, té un toc de màgia de Fellini, un toc de decadència de Visconti i un toc de l'alliberador il·lògic de Buñuel. La narració de la pel·lícula teixeix els objectes de l'exposició. El seu flux defineix la sensibilitat de l'artista."
La pel·lícula fou nominada al Deutscher Filmpreis a la millor pel·lícula de ficció.